# Remayu
Remayu is een bestuurslaag in het regentschap Musi Rawas van de provincie Zuid-Sumatra, Indonesië. Remayu telt 1497 inwoners (volkstelling 2010).